# 元寇防塁
元寇防塁（げんこうぼうるい）は、鎌倉時代に北部九州の博多湾沿岸一帯に築かれた石による、蒙古襲来（元寇）に備えて築かれた防塁。弘安の役の際には防塁が築かれたところからは元高麗軍は一切上陸することが出来なかった。1931年（昭和6年）に国の史跡に指定。
「元寇防塁」は中山平次郎の命名で、石築地（）が本来の呼び名である。

## 計画
文永11年（1274年）に元による侵攻（文永の役）を受けた鎌倉幕府は本格的な異国警固に着手し、翌建治2年（1276年）3月に異国征伐として高麗出兵を計画し、平行して石築地を築造させ、元による再襲来に備えた。

## 築造
築造は国ごとに区域を定め、大隅国の石築地賦役文書に拠れば、武家領や本所一円地を問わずに田1反あたり1寸の割合で石築地役が賦課されたという。弘安4年（1281年）の弘安の役までには一部が完成しており、元軍は博多への上陸を断念して、志賀島に船団を停泊させたという。弘安の役の後も元による再襲来に備えて異国警護体制は持続し、工事や破損箇所の修復が負荷された。工事は鎌倉幕府滅亡の前年にあたる元弘2年（1332年）まで行われている。九州の御家人竹崎季長の描かせた『蒙古襲来絵詞』には、建築当時の姿が描かれている。

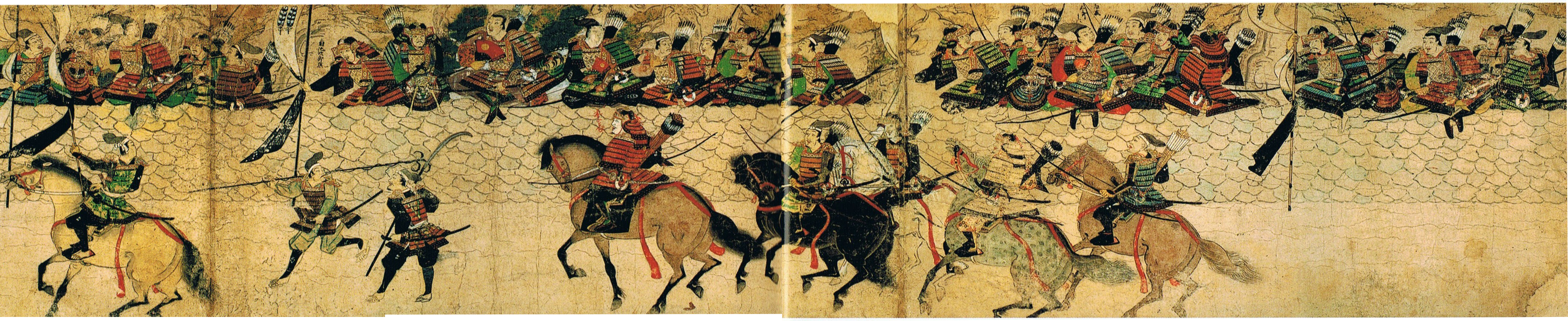
『蒙古襲来絵詞』に描かれた建設当時の石築地。

## 構造
高さ・幅は平均して2メートルある。総延長は、西の福岡市西区今津から東の福岡市東区香椎までの約20キロメートルに及ぶというのが定説になっている。内部には小石を詰め、陸側に傾斜を持たせて海側を切り立たせている。築造を担当した国により、構造に違いがある。

## 現存する元寇防塁
防塁は弘安の役以降も数十年間にわたり維持・修理されていたが、のちに管理されなくなり砂に埋もれていった。江戸時代の福岡城築城の際に、石垣の石として防塁の大半が失われたと考えられている。
1913年（大正2年）に中山平次郎が『福岡日日新聞』に「元寇防塁の価値」という論説を発表する。「元寇防塁」という呼称はこのときに中山が独自につけたものであるが、これ以降、この呼称が定着していくことになる。
防塁が一部現存する以下の場所は1931年（昭和6年）3月30日に国の史跡に指定された（1981年（昭和56年）3月16日に一部追加指定。博多地区は未指定）。一部の場所では、石塁が露出した状態で見学できるようになっている。
なお、現在は埋め立てなどにより鎌倉時代当時よりも海岸線が沖へ延びているため、海岸から遠く離れた内陸部に位置する元寇防塁跡もある。
| 地区     | 所在地（いずれも福岡市）                                    | 概要 | 画像 |
| -------- | ----------------------------------------------------------- | --- | ---- |
| 今津     | 西区今津 北緯33度36分36.7秒 東経130度15分02.9秒             | 今津地区の北の長浜海岸の松林内にある。約200mにわたり堀を設けて石塁の上部を露出させている（右の2枚の写真のうち左側）ほか、土中に埋まった状態で表面のみ露出している箇所もある（右の2枚の写真のうち右側）。これらは一直線上にある。日向国と大隅国が担当し毘沙門山山麓から柑子岳山麓の間の約3kmにわたり築かれた防塁の一部にあたる。1913年（大正2年）に元寇防塁初の発掘として2か所が発掘され、1968年（昭和43年）に本格的な発掘調査が実施された。 - 筑肥線九大学研都市駅から昭和バス西の浦行き乗車、福祉村施設前下車、北西約800m |      |
| 長垂     | 西区今宿駅前1丁目 北緯33度34分48.1秒 東経130度16分50.8秒    | 今宿地区の市街地東側海岸部の長垂海浜公園内にある。石塁は松林内の土中に埋まっており、表面がごくわずかに露出している場所がある。現在の長垂海浜公園の区域を含む長垂山山麓から今山山麓にかけての約2kmの防塁は豊前国が築造を担当した。弘安の役後の乾元2年（1303年）に同国築城郡吉富村の成富氏がこの地区の防塁の修理を完了したことを報告する古文書がある。 - 筑肥線今宿駅から東へ約700m、今宿姪浜線バス長垂海浜公園前バス停付近 |      |
| 生の松原 | 西区小戸5丁目 北緯33度35分06.5秒 東経130度18分27.5秒        | 姪浜と今宿の中間に位置する生の松原海岸にある。当時の石塁は埋められているが、当時と同じ高さの石塁が復元されており見学できる。この地は弘安の役における激戦地であり、『蒙古襲来絵詞』には竹崎季長がこの地で戦う姿が描かれている。長垂海岸から小戸海岸にかけての約2kmの防塁は肥後国が築造を担当した。1968年（昭和43年）に発掘調査が実施された。 - 筑肥線下山門駅から北約800m、今宿姪浜線バス生の松原バス停より北東約500m |      |
| 向浜     | 西区小戸3丁目57 北緯33度35分26.9秒 東経130度18分49.3秒      | 小戸公園の西側の松林内にある。石塁はなく説明板のみ。1921年（大正10年）に内務省の考査官が視察し石塁を確認したとされ、史跡指定もされているが、1955年（昭和30年）に台風による浸食で崩壊したといわれる。 - 地下鉄・筑肥線姪浜駅から昭和バスマリノアシティ行き乗車、小戸公園下車 |      |
| 脇       | 西区小戸1丁目34 北緯33度35分33.6秒 東経130度19分21.5秒      | マリノアシティ福岡の南側の住宅地内にある。石塁はなく、芝生上に碑と説明板が設けられている。1979年（昭和54年）に発掘調査し基底部のみ残っていることが確認されたのち、埋め戻された。肥前国が築造を担当した。 - 地下鉄・筑肥線姪浜駅から昭和バスマリノアシティ行き乗車、マリノアシティ下車、南約400m |      |
| 百道     | 早良区百道1丁目10 北緯33度35分01.7秒 東経130度20分58.5秒    | 藤崎地区の住宅地内にある。約20mにわたり石塁の表面が露出した状態で保存展示されている。この地は文永の役の際に元軍が上陸し戦場となった。1920年（大正9年）と1969年（昭和44年）に発掘調査が実施された。築造を担当した国は不明。 - 地下鉄藤崎駅・西鉄バス藤崎バス停より北約200m |      |
| 西新     | 早良区西新7丁目 北緯33度35分03.0秒 東経130度21分10.3秒      | 西新地区の市街地のやや西の外れ、明治通り防塁交差点を北側に入ったところにある。百道と同じく、文永の役で元軍が上陸し戦場となった地である。築造を担当した国は不明。 西新7丁目側は西南学院大学体育館南側の緑地にある。堀を設けて石塁の上部を露出させ、保存展示されている。百道地区と同様、1920年（大正9年）と1969年（昭和44年）に発掘調査が実施された。 西新6丁目側は西南学院大学キャンパス1号館の館内にあり、同館の新築時に発見された防塁の一部を移築したもので、2001年（平成13年）より公開している。この発掘では、石塁の約1m後方（南側）に元寇防塁ではこれまで発見例のなかった土塁も発見されており、発掘場所の防塁は石塁と土塁の二列構造になっていることが明らかになった。 - 地下鉄西新駅から西約400m、西鉄バス防塁前バス停から北約300m（西新6丁目側は西南学院大学事務局の開局日・時間のみ見学可能） |      |
| 西新     | 早良区西新6丁目2-92 北緯33度35分04.2秒 東経130度21分15.2秒  | 西新地区の市街地のやや西の外れ、明治通り防塁交差点を北側に入ったところにある。百道と同じく、文永の役で元軍が上陸し戦場となった地である。築造を担当した国は不明。 西新7丁目側は西南学院大学体育館南側の緑地にある。堀を設けて石塁の上部を露出させ、保存展示されている。百道地区と同様、1920年（大正9年）と1969年（昭和44年）に発掘調査が実施された。 西新6丁目側は西南学院大学キャンパス1号館の館内にあり、同館の新築時に発見された防塁の一部を移築したもので、2001年（平成13年）より公開している。この発掘では、石塁の約1m後方（南側）に元寇防塁ではこれまで発見例のなかった土塁も発見されており、発掘場所の防塁は石塁と土塁の二列構造になっていることが明らかになった。 - 地下鉄西新駅から西約400m、西鉄バス防塁前バス停から北約300m（西新6丁目側は西南学院大学事務局の開局日・時間のみ見学可能） |      |
| 地行     | 中央区地行2丁目12-19 北緯33度35分18.7秒 東経130度21分49.0秒 | 中央区北西端部の住宅地内の一角にある。フェンスに囲まれ立入禁止となっており、説明板が設置されているのみで、発掘調査は行われておらず整備もされていない。 - 地下鉄唐人町駅から西約400m、西鉄バス地行バス停から北約200m |      |
| 博多     | 博多区奈良屋町1-38                                          | 博多小学校校舎地下の石塁遺構展示室にある。1998年（平成10年）、博多小学校建設にあたり発掘調査を実施した際に発見された。石の積み方や規模などが今津や西新の防塁と類似し、鎌倉時代には海岸部の砂丘であった場所に位置するため、防塁と推測されているが、断定するに至っていないため「石塁遺構」と称している。史跡には指定されていない。 - 地下鉄呉服町駅の北西約400m、西鉄バス蔵本バス停付近（年末年始を除く土・日曜日の10時から17時に限り見学可能） |      |
| 地蔵松原 | 東区筥松4丁目1 北緯33度37分44.8秒 東経130度25分38.5秒       | 箱崎地区の鹿児島本線の線路沿いに2か所ある。いずれも見学できる石塁はない。 筥松4丁目側は地蔵松原公園内で、碑と説明板が設けられている。1920年（大正9年）に武谷水城が発掘調査を行い、石材の存在を発表した。1993年（平成5年）の試掘調査では防塁構築に伴うと考えられる石材が出土した。2000年（平成12年）度の発掘調査では人頭大の自然石が直線状に並んでいるのが発見され、これが元寇防塁と考えられている。 箱崎6丁目側は九州大学箱崎キャンパスの敷地の一角にある。以前から埋蔵文化財包蔵地として周知されていたが、2016年（平成28年）に九州大学のキャンパス移転工事に伴い発掘調査を実施し、石積み遺構が発見された。 いずれも、薩摩国が築造を担当した記録がある。 - 地下鉄・西鉄貝塚線貝塚駅から南約500m |      |
| 地蔵松原 | 東区箱崎6丁目8 北緯33度37分35.05秒 東経130度25分32.21秒     | 箱崎地区の鹿児島本線の線路沿いに2か所ある。いずれも見学できる石塁はない。 筥松4丁目側は地蔵松原公園内で、碑と説明板が設けられている。1920年（大正9年）に武谷水城が発掘調査を行い、石材の存在を発表した。1993年（平成5年）の試掘調査では防塁構築に伴うと考えられる石材が出土した。2000年（平成12年）度の発掘調査では人頭大の自然石が直線状に並んでいるのが発見され、これが元寇防塁と考えられている。 箱崎6丁目側は九州大学箱崎キャンパスの敷地の一角にある。以前から埋蔵文化財包蔵地として周知されていたが、2016年（平成28年）に九州大学のキャンパス移転工事に伴い発掘調査を実施し、石積み遺構が発見された。 いずれも、薩摩国が築造を担当した記録がある。 - 地下鉄・西鉄貝塚線貝塚駅から南約500m |      |

## 長崎県内に存在する防塁
平戸市田平町から松浦市星鹿町の海岸線40-50キロメートルにかけて、防塁が古代のまま現存している。開発の進んでいないこの地域には元寇に関連する遺跡も多数あり、また、それに関連すると思われる「火立場」「血田」「追い出し」などの地名や、昔からの言い伝えもあるが、発掘等の詳しい調査はなされていない。

## 文献
- 福岡市教育委員会　「福岡市西新元寇防塁発掘調査概報」『福岡市埋蔵文化財調査報告書』11　福岡市　1970年
- 福岡市教育委員会　「国史蹟　元寇防塁（生きの松原地区）復元・修理報告書」　福岡市教育委員会　2001
- 福岡市教育委員会　「西新地区元寇防塁発掘調査報告書」福岡市教育委員会　2002
- 川添昭二「元寇防塁が語るものー福岡市史編さんに備えて」市史研究　ふくおか　創刊号　福岡市博物館市史編さん室　2006.3 p.5-39